# Limbé
Limbé (em crioulo, Lenbe), é uma comuna do Haiti, situada no departamento do Norte e no arrondissement de Limbé.